# Zvěrotice
Zvěrotice település Csehországban, a Tábori járásban. Zvěrotice Přehořov, Klenovice, Tučapy, Sedlečko u Soběslavě és Soběslav településekkel határos. Lakosainak száma 397 fő (2024. január 1.).

## Népesség
A település lakosságának változását az alábbi diagram mutatja:
| Lakosok száma | 341  | 293  | 323  | 254  | 296  | 338  | 387  | 393  | 404  | 397  |
|               | 1869 | 1890 | 1921 | 1950 | 1980 | 2001 | 2017 | 2019 | 2022 | 2024 |